# Paragnetina fumosa
Paragnetina fumosa és una espècie d'insecte plecòpter pertanyent a la família dels pèrlids.

## Alimentació
Es nodreix de Baetis tricaudatus i heptagènids.

## Hàbitat
En el seu estadi immadur és aquàtic i viu a l'aigua dolça, mentre que com a adult és terrestre i volador.

## Distribució geogràfica
Es troba a Nord-amèrica: els Estats Units (Alabama, el districte de Colúmbia, Florida, Geòrgia, Louisiana, Mississipi, Carolina del Nord, Pennsilvània, Carolina del Sud, Texas i Virgínia).